# Илустровани живот
„Илустровани живот“ је југословенски филм из 1968. године. Режирао га је Србољуб Станковић, а сценарио је писао Миодраг Станисављевић.

## Улоге
| Глумац            | Улога |
| ----------------- | ----- |
| Љерка Драженовић  |       |
| Зорица Јовановић  |       |
| Иван Костић       |       |
| Драган Николић    |       |
| Зоран Ратковић    |       |
| Јелисавета Саблић |       |